# Wikimedia Incubator
Wikimedia Incubator è una wiki multilingue di proprietà della Wikimedia Foundation il cui obiettivo è creare edizioni in lingue diverse dei progetti wiki non ancora esistenti. Su richiesta, vengono organizzate e scritte dalla Language Subcommittee in modo che si possa poi creare le nuove versioni di Wikipedia, Wikiquote, Wikibooks, Wikizionario, Wikinotizie o Wikivoyage. Le nuove versioni di ciascun progetto vengono poi testate all'interno dell'incubator con l'eccezione di Wikiversity le cui versioni sono testate su BetaVersity e di Wikisource le cui versioni sono testate su Old Wikisource. Non si può iniziare un nuovo progetto, ma solo una nuova versione linguistica di un progetto già esistente.

## Storia
Il progetto Wikimedia Incubator è stato lanciato il 2 giugno del 2006 ed è ora disponibile nelle seguenti lingue: inglese, catalano, tedesco, spagnolo, francese, ebraico, italiano, cinese, olandese, polacco, portoghese, rumeno, russo, svedese, turco e giapponese.